# Les Dimanches de Ville-d'Avray
Les Dimanches de Ville-d'Avray is een Franse dramafilm uit 1962, geregisseerd door Serge Bourguignon. De film is gebaseerd op de gelijknamige roman van Bernard Eschasseriaux, die meewerkte aan het scenario.

## Verhaal
Pierre, een voormalig oorlogspiloot heeft geheugenverlies gekregen na een vliegtuigcrash in Indochina en kan niet meer re-integreren in de wereld. Madeleine, de verpleegster die hem opnam, wijdt haar hele leven en liefde aan hem als alleenstaande vrouw. Op een dag, terwijl hij hem vergezelt naar het station van Ville-d'Avray, ontmoet Pierre de tienjarige Françoise, die haar moeder heeft verloren en die haar vader terugbrengt naar een pension voor nonnen. Terwijl Pierre een door zijn vader vergeten tas terug naar het internaat wil brengen, nemen de nonnen hem voor de laatste en denken dat hij het kleine meisje voor vandaag komt ophalen.
Dus hij vertrekt met haar en de twee worden vrienden. Omdat Madeleine elk weekend dienst heeft in het ziekenhuis, ging Pierre, zonder het iemand te vertellen, elke zondagmiddag met Françoise wandelen naar de vijvers van Corot, die zich in de stad bevinden. Er ontstaat een tedere en pure medeplichtigheid tussen hen. Maar deze relatie, waar Madeleine niets van weet, veroorzaakt al snel een schandaal in de stad.

## Rolverdeling
| Acteur         | Personage        |
| -------------- | ---------------- |
| Hardy Krüger   | Pierre           |
| Nicole Courcel | Madeleine        |
| Patricia Gozzi | Françoise/Cybèle |
| Daniel Ivernel | Carlos           |
| André Oumansky | Bernard          |

## Ontvangst
Op Rotten Tomatoes heeft Les Dimanches de Ville-d'Avray een waarde van 55% en een gemiddelde score van 6,30/10, gebaseerd op 11 recensies.

## Prijzen en nominaties
| Jaar | Prijs                    | Categorie                          | Genomineerde(n)                   | Uitslag     |
| ---- | ------------------------ | ---------------------------------- | --------------------------------- | ----------- |
| 1962 | National Board of Review | Beste buitenlandstalige film       | Beste buitenlandstalige film      | Gewonnen    |
| 1963 | Golden Globe             | Beste buitenlandse film            | Beste buitenlandse film           | Genomineerd |
| 1963 | Academy Award            | Beste niet-Engelstalige film       | Beste niet-Engelstalige film      | Gewonnen    |
| 1964 | Academy Award            | Oscar voor beste bewerkte scenario | Serge Bourguignon & Antoine Tudal | Genomineerd |
| 1964 | Academy Award            | Beste filmmuziek, bewerkt          | Maurice Jarre                     | Genomineerd |
| 1964 | Blue Ribbon Award        | Beste buitenlandstalige film       | Serge Bourguignon                 | Gewonnen    |